# Centrolabrus caeruleus
Centrolabrus caeruleus е вид бодлоперка от семейство Labridae. Видът не е застрашен от изчезване.

## Разпространение
Разпространен е в Португалия.